# Шенбург (Зале)
Шенбург (њем. Schönburg) општина је у њемачкој савезној држави Саксонија-Анхалт. Једно је од 43 општинска средишта округа Бургенланд. Према процјени из 2010. у општини је живјело 1.088 становника. Посједује регионалну шифру (AGS) 15084445.

## Географски и демографски подаци
Шенбург се налази у савезној држави Саксонија-Анхалт у округу Бургенланд. Општина се налази на надморској висини од 151 метра. Површина општине износи 14,8 km². У самом мјесту је, према процјени из 2010. године, живјело 1.088 становника. Просјечна густина становништва износи 73 становника/km².